# Bahnhof Berlin Julius-Leber-Brücke
Der Bahnhof Julius-Leber-Brücke befindet sich an den Gleisen der Berliner Nordsüd-S-Bahn unter und nördlich der nach Julius Leber benannten Brücke im Verlauf der Kolonnenstraße im Berliner Ortsteil Schöneberg. Der Vorläufer-Bahnhof Kolonnenstraße befand sich an der Südringspitzkehre ebenfalls an dieser Stelle. Er war bis 1944 in Betrieb, musste dann allerdings infolge der Zerstörungen des Zweiten Weltkriegs aufgegeben werden. Überreste des einstigen Bahnsteigs waren bis zum Beginn der Bauarbeiten zum Neubau im November 2006 noch erhalten. Der neu entstandene Haltepunkt wird seit seiner Eröffnung am 2. Mai 2008 von der S-Bahn-Linie S1 bedient. Im Betriebsstellenverzeichnis wird der Bahnhof mit BJLB  abgekürzt.

## Geschichte

### Der Bahnhof Schöneberg an der Südringspitzkehre

Bahnhof Schöneberg an der Südringspitzkehre und Stammbahn mit einem Ringzug aus Richtung Potsdamer Bahnhof, 1888

Die Berliner Ringbahn wurde 1871 auf dem ersten Abschnitt zwischen Moabit und Potsdamer Bahnhof eröffnet, 1877 wurde der Ring geschlossen. Dennoch fuhren die meisten Züge den Ring nicht auf dem kürzesten Wege rundum, sondern bedienten weiterhin den Potsdamer Bahnhof in der Innenstadt. Die dabei zwischen dem Fernbahnhof und der eigentlichen Ringbahn zurückgelegte Strecke erhielt die Bezeichnung Südringspitzkehre.
Am 15. Oktober 1881 wurde an dieser Strecke der Bahnhof Schöneberg mit einem einfachen Seitenbahnsteig eröffnet. Kurze Zeit darauf erhielt die Stammbahn ebenfalls Seitenbahnsteige, womit der Bahnhof eine Umsteigefunktion bekam.

Empfangsgebäude des Bahnhofs Schöneberg an der Sedanbrücke mit Bahnsteig und „Hammelgang“ zum Bahnhof Großgörschenstraße im Hintergrund, um 1905

Bahnsteig des Bahnhofs Schöneberg, um 1905

Ende des 19. Jahrhunderts nahm der Personenverkehr im Bahnhof und auf den beiden Strecken zu. Der Bahnhof an der Südringspitzkehre wurde umgebaut, er erhielt einen Mittelbahnsteig sowie ein verklinkertes Empfangsgebäude mit polygonalem Aufsatz und Dachhelm an der Brücke Sedanstraße. Die Konstruktion der Sedanbrücke (seit dem 20. Jahrhundert: Julius-Leber-Brücke) ließ es jedoch nicht zu, dass sich die Gleise bereits vorher weiten konnten, sodass der Bahnsteig erst mehrere Meter hinter der Brücke platziert werden konnte. Als Verbindung zwischen dem Empfangsgebäude an der Brücke und dem Bahnsteig fungierte ein sogenannter „Gewächshausgang“, also ein verglaster Verbindungsgang.
Auf der Potsdamer Strecke wurden Fern- und Vorortverkehr getrennt und für den Vorortverkehr nach Wannsee neben der Stammbahn eine separate Vorortbahn, die Neue Wannseebahn errichtet. Der Platz ließ es jedoch nicht zu, dass auch für die Wannseebahn ein Bahnsteig auf gleicher Höhe möglich gewesen wäre. Stattdessen entstand mit Eröffnung der Vorortbahn am 1. Oktober 1891 der Bahnhof Großgörschenstraße, der sich von der namensgebenden Straße nach Süden erstreckte, aber immer noch mehrere hundert Meter weiter nördlich vom Ringbahnhof Schöneberg gelegen. Um eine Umsteigerelation zu ermöglichen, wurden beide Bahnhöfe über einen rund 300 Meter langen Weg miteinander verbunden. Der Weg verlief über zwei Brücken, durch einen Tunnel sowie teils zwischen den Gleisen und erhielt den Spitznamen „Hammelgang“.
Am 1. Dezember 1932 wurde der Bahnhof umbenannt. Er erhielt den Namen Kolonnenstraße. Der Name Schöneberg wurde an den am 1. März 1933 eröffneten neuen Umsteigebahnhof zwischen Wannsee- und Ringbahn an der Mühlenstraße (seit 1937: Dominicusstraße) vergeben.

### Bau der Nordsüd-S-Bahn
Der lange diskutierte und 1933 als Teil der Arbeitsbeschaffungsmaßnahmen beschlossene Bau einer Nord-Süd-Verbindung der S-Bahn mit seinem Kernstück, einem Nord-Süd-Tunnel zwischen den drei bis dahin am Potsdamer Bahnhof endenden südlichen Vorortstrecken, und den drei bis dahin am Stettiner Bahnhof nördlichen endenden Vorortstrecken, brachte auch erhebliche Änderungen für die gemeinsam im Geländeeinschnitt der Potsdamer Stammbahn verlaufenden Bahnstrecken mit sich. So musste die westlich von der Stammbahn verlaufende Wannseebahn auf deren Ostseite wechseln, um in den Tunnelmund zum unterirdischen Anhalter Bahnhof eingeführt zu werden.
Damit musste der bisherige Bahnhof Großgörschenstraße der Wannseebahn entfallen. Der ursprüngliche Plan sah vor, Wannseebahn und Südringspitzkehre im Richtungsbetrieb zusammenzulegen, mit den Gleisen der Wannseebahn innen und denen der Südringspitzkehre außen. Dabei sollte der Ringbahnhof Kolonnenstraße zu einem Umsteigebahnhof zwischen Wannseebahn und Südringspitzkehre ausgebaut werden, wobei der vorhandene Bahnsteig zum Inselbahnsteig Richtung Norden werden sollte, und ein neuer Bahnsteig weiter westlich das Umsteigen zwischen Wannseebahn und Ringbahn in Richtung Süden ermöglichen würde.
Dazu musste der nördliche Tunnelmund der Unterführung der Wannseebahn passend platziert werden, und das nordwärts führende Gleis der Südringspitzkehre nach Osten verschoben werden. Dies wiederum erforderte die Ausweitung des lichten Raums unter der Brücke und den Abriss des alten Empfangsgebäudes. Beide Maßnahmen wurden 1936 begonnen; das alte Empfangsgebäude wurde durch ein Provisorium an der Einmündung der Brunhildstraße ersetzt, und die Stadt Berlin begann die Verlängerung der Sedanbrücke mit dem Neubau der Südhälfte, die im März 1937 in Betrieb genommen wurde. Das östliche Widerlager wurde um acht, das westliche um sechs Meter nach außen verschoben.
Die am 30. Januar 1937 verkündeten Pläne zur Umwandlung von Berlin in eine „Welthauptstadt Germania“ durch Hitler und Speer warfen die Pläne über den Haufen. Die für die Südringspitzkehre geplanten Anschlüsse am Südkopf des unterirdischen Bahnhofs Potsdamer Platz und das als Kehr- und Abstellanlage für die Südringspitzkehre bereits gebaute Obergeschoss des Tunnels zwischen Potsdamer Platz und Brandenburger Tor sollten anders genutzt werden, nämlich für eine direkte S-Bahn-Strecke zwischen einem Nordbahnhof am Nordring und einem Südbahnhof am Südring.
In der Folge wurden alle Baumaßnahmen unterlassen, die diesen Plänen entgegenstanden, und einige bereits fertiggestellte Bauten, wie am Nordkopf des unterirdischen Anhalter Bahnhofs mussten umgebaut werden.
Im Geländeeinschnitt zwischen Südring und Yorckstraße blieb es beim Linienbetrieb, bei dem die Wannseebahn nunmehr zwischen Fernbahngleisen (Stammbahn) und Ringbahngleisen verlief, und der nördliche Tunnelmund des Wannseebahntunnels weiter westlich als ursprünglich geplant gelegt wurde.
Zwar wurde der alte Wannseebahnhof Großgörschenstraße durch den neuen, sich von der Großgörschenstraße aus nach Norden bis zur Yorckstraße erstreckenden Bahnhof Yorckstraße (Großgörschenstraße) ersetzt, aber eine Umsteigemöglichkeit zwischen Wannseebahn und Südringspitzkehre gab es damit in diesem Bereich nicht mehr.
Der Umbau der Sedanbrücke wurde nicht weitergeführt.

### Zerstörung und Stilllegung

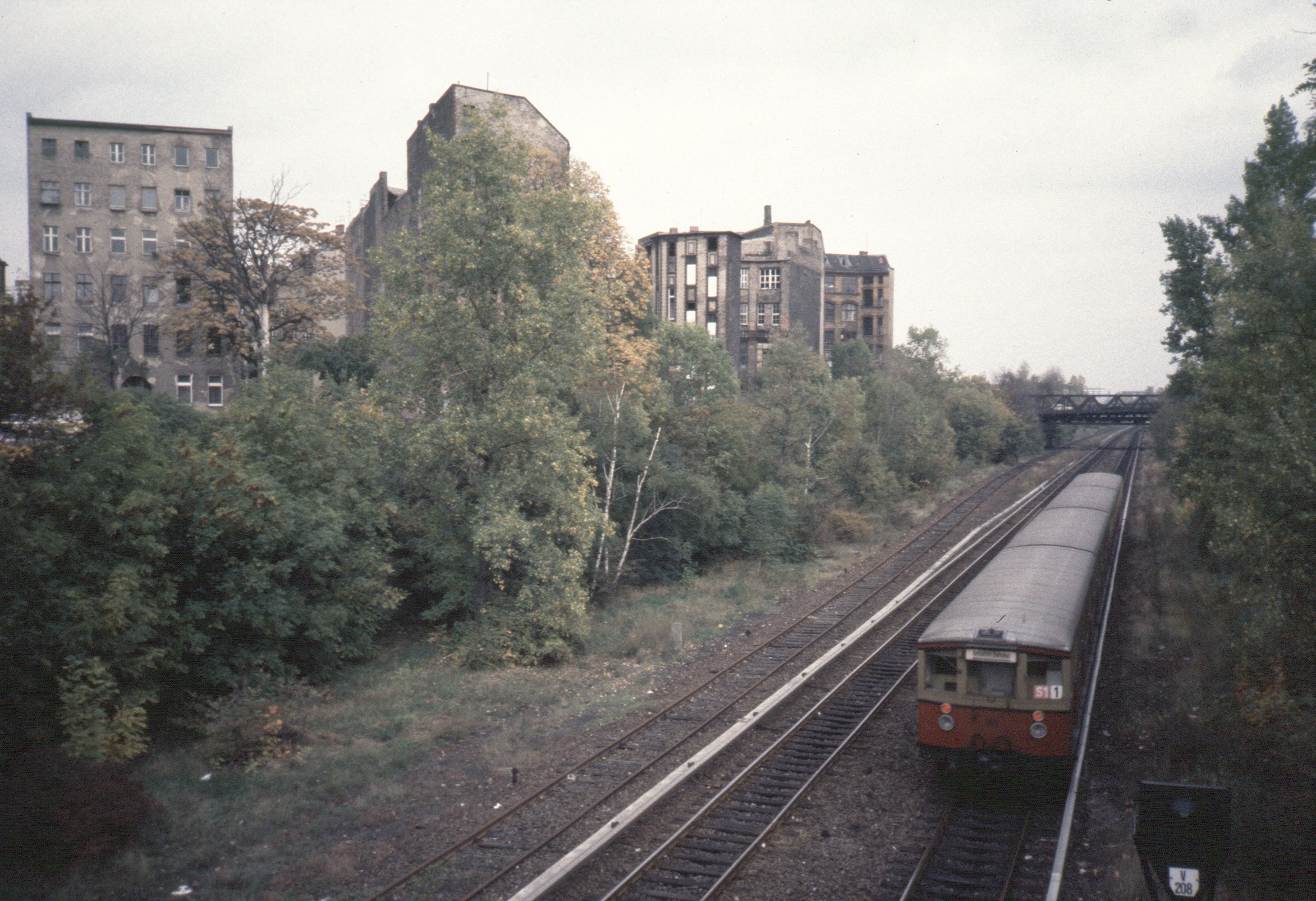
Brachliegendes Bahnhofsgelände 1986, Blick zur Langenscheidtbrücke

Bereits im November 1943 gab es die ersten Schäden durch Fliegerbomben. Nach der provisorischen Instandsetzung der Gleise im Umfeld konnte der Betrieb allerdings zunächst noch aufrechterhalten werden. Spätestens seit dem 1. Oktober 1944 waren die Schäden am Bahnhof und an der Strecke so stark, dass die Ringbahnzüge statt über die Südringspitzkehre nun im Vollring fahren mussten, was letztendlich bis 1961 erfolgte und seit 2006 auch wieder so durchgeführt wird.
In den Folgejahren wurden dann auch die Gleise zwecks Ersatzteilgewinnung entfernt. In den Reichsbahnunterlagen vom Februar 1947 wurde die Nichtexistenz des Bahnhofs Kolonnenstraße sowie das Fehlen der S-Bahngleise bestätigt. In der Folgezeit wurden noch die wichtigsten Bestandteile des Bahnhofs entfernt, wohingegen der Bahnsteig weiterhin teilweise bestehen blieb.

### Wiederaufbau als „Bahnhof Julius-Leber-Brücke“
Nach der Übernahme der S-Bahn auf West-Berliner Gebiet durch die Berliner Verkehrsbetriebe am 9. Januar 1984 gab es Überlegungen, die Anhalter Vorortstrecken vom Bahnhof Papestraße aus über den Südring und eine „Cheruskerkurve“ in den Einschnitt der Potsdamer Bahn zu führen, und mit einem Umsteigebahnhof im Richtungsbetrieb an der Julius-Leber-Brücke zu verknüpfen. Dabei sollten, wie bis 1936 geplant, die Gleise der Wannseebahn innen, die vom Ring kommend, außen laufen. Aufgrund der Umplanung von 1937 liegt die Wannseebahn aber weiter westlich, als für den damaligen Plan eines Umsteigebahnhofs Kolonnenstraße geplant, und so musste auch der neue Bahnhof Kolonnenstraße weiter westlich entstehen als der alte. Die durch die Kriegszerstörungen gewonnene Baufreiheit erlaubte es auch, den neuen Bahnhof weiter nach Süden zu schieben und damit von beiden Seiten der Brücke Zugänge zu den Bahnsteigen zu schaffen.
Mit dem neuen Bahnhof sollte auch die dicht besiedelte Schöneberger Rote Insel bedient werden; das Einzugsgebiet umfasst schätzungsweise 28.000 Menschen, was nur von den Bahnhöfen der Stadtbahn überboten wird.
In einem Architekturwettbewerb wurde 1987 ein erster Entwurf des Berliner Büros Maedebach vorgestellt. Der geplante Bahnhofsneubau wurde mit umgerechnet rund neun Millionen Euro veranschlagt. In den folgenden Monaten wurde das Modell allerdings zunehmend vereinfacht und somit auch der Baubeginn nach hinten verschoben. Der Fall der Berliner Mauer am 9. November 1989 brachte aber wesentliche Voraussetzungen dieses Planes zu Fall. Dennoch wurde der Plan des neuen Bahnhofs weiterverfolgt, diesmal als Plan einer diagonalen Durchmesserlinie vom östlichen Südring nach Nordwesten, entweder mit Wiederaufbau der Siemensbahn bis Gartenfeld oder gar zur Spandauer Wasserstadt, oder zum inzwischen stillgelegten Flughafen Tegel.
Aber auch finanzielle Probleme sorgten für einen wiederholten Aufschub der Bahnhofsplanung.
Ende 2004 ging die Senatskanzlei von einem Baubeginn im Jahr 2006 und einer Fertigstellung 2007 aus, als Kosten waren rund 6,32 Millionen Euro veranschlagt. Es wurde ein tägliches Verkehrsaufkommen von 17.300 Personen errechnet. Im Mai 2006 wurde die Finanzierungsvereinbarung zwischen der Deutschen Bahn und dem Land Berlin unterschrieben.
Bei der Planung der neuen Station wurde ein Wiederaufbau der Stammbahn über Düppel nach Potsdam sowie die Realisierung der Strecke der S21 berücksichtigt. So verblieb neben dem westlichen Bahnsteig Platz für zwei Regionalbahngleise der Stammbahn, der östliche Bahnsteig Richtung Norden (Yorckstraße) kann um eine zweite Kante für das ebenfalls nordwärts führende S21-Gleis zu einem Mittelbahnsteig erweitert werden, was eine behinderungsfreie Einfahrt sowie einen bequemen Umstieg ermöglichen würde.
Die Bauarbeiten begannen am 16. November 2006. Bis Juli 2007 wurden die Überreste des alten Bahnhofs Kolonnenstraße abgerissen, Zugangswege für die Baufahrzeuge beiderseits der Streckengleise errichtet und das Baufeld freigemacht. Die nach dem Zweiten Weltkrieg errichtete nordseitliche Fußgängerbrücke wurde abgerissen. Im Januar 2008 begannen die Bauarbeiten zur Erstellung der Bahnsteigfundamente und der Zugangsbauwerke. Die Seitenbahnsteige wurden als Fertigteilkonstruktion bis Ende März errichtet.

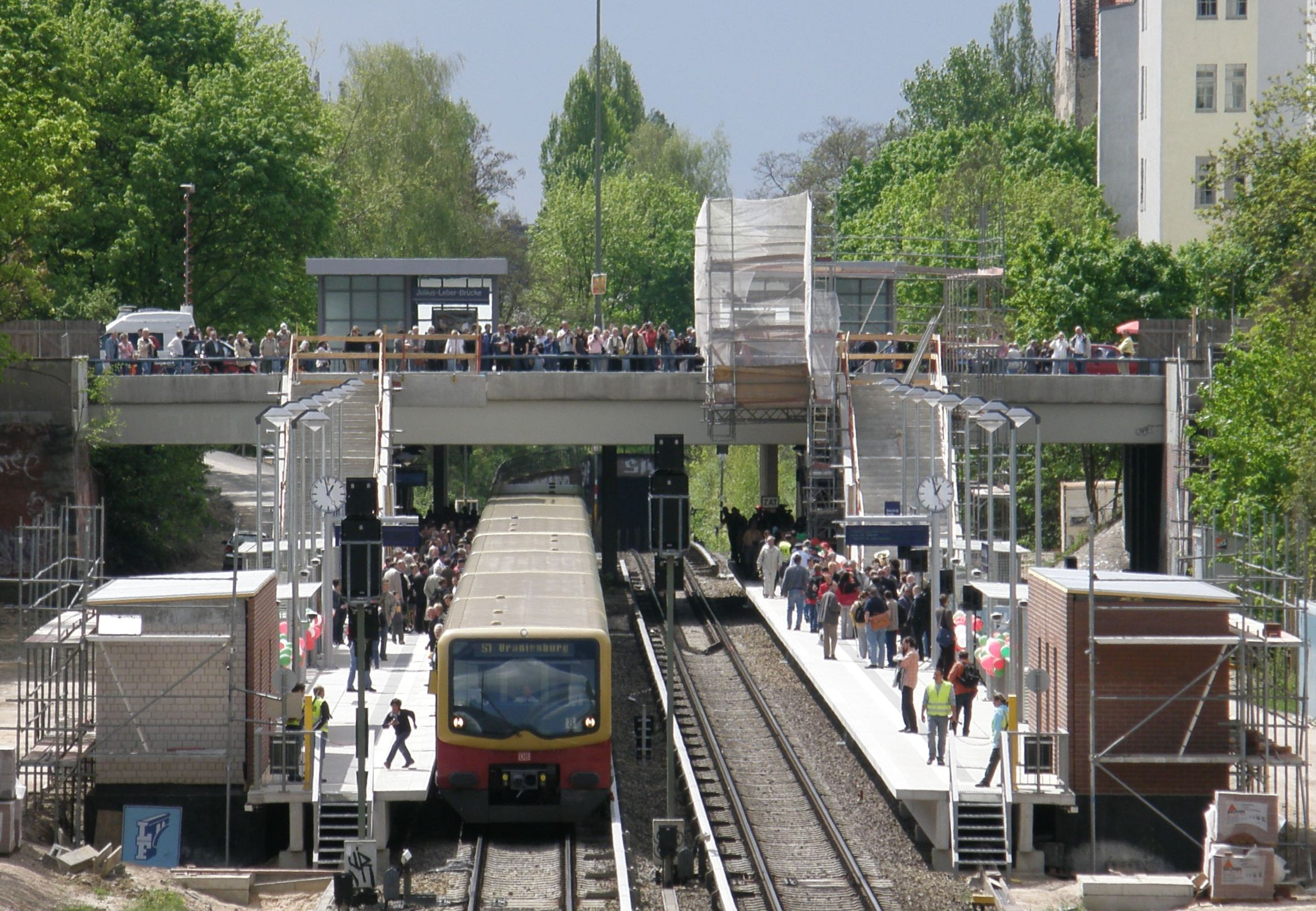
Eröffnung des Bahnhofs am 2. Mai 2008 mit dem ersten Zug Richtung Innenstadt

Der Neubau ist recht schlicht gestaltet. Errichtet wurden zwei Seitenbahnsteige mit einer teilweisen Überdachung, Treppenaufgänge beidseits der Julius-Leber-Brücke sowie zwei Aufzüge für den barrierefreien Zugang. Am 2. Mai 2008 wurde der neue S-Bahnhof unter dem Namen Julius-Leber-Brücke als 166. Station der Berliner S-Bahn in Betrieb genommen, ohne dass die Bauarbeiten abgeschlossen waren. Weder waren die Bahnsteige zur Eröffnung (teil-)überdacht, noch die Zugangstreppen auf der nördlichen Brückenseite oder die Aufzüge fertiggestellt.
Zwei Wochen nach Eröffnung wurde in der Nacht zum 16. Mai 2008 der Bahnhof durch Vandalismus schwer beschädigt, indem Scheiben an Wartehallen und Vitrinen zerstört sowie ein Fahrscheinautomat beschädigt wurden. Außerdem wurden Wände mit politischen Parolen beschmiert.

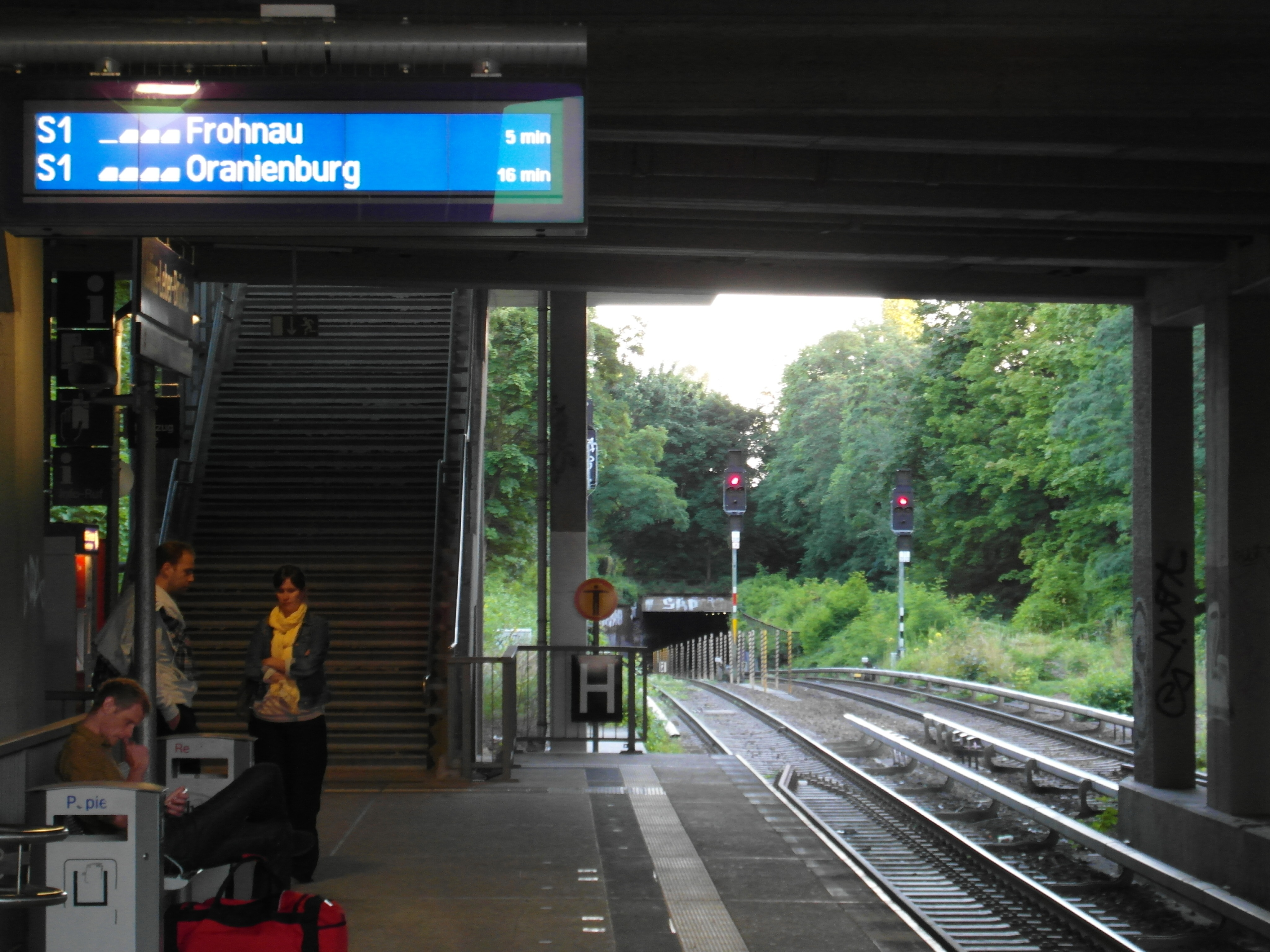
Blick nach Süden bis zum Wannseebahntunnel

Im Dezember 2008 wurden die nördlichen Treppenhäuser fertiggestellt und in Betrieb genommen. Die dazugehörigen Aufzüge ermöglichen ein barrierefreies Umsteigen. Die neu entstandene Fußgängerbrücke auf der nördlichen Seite ist seit Ende April 2009 begehbar. Im Zuge der Baumaßnahme erfolgte auch eine Verlegung der Bushaltestellen in der Kolonnenstraße auf die Brücke, um so die Umsteigemöglichkeit zu verbessern. Die Bushaltestelle unmittelbar vor dem nördlichen Zugangsgebäude konnte hierbei erst am 18. Juni 2013 – also über fünf Jahre nach der Eröffnung der Station – in Betrieb genommen werden. Als Ursache werden Baumängel und Abstimmungsprobleme zwischen den beteiligten Unternehmen und Behörden genannt.
Pläne sehen eine zweite Nord-Süd-Strecke mit dem Planungsnamen S21 vor, die etwa auf Höhe der beiden Yorckstraßen-Bahnhöfe auf die Stammstrecke stoßen soll. In diesem Zuge soll auch die Südringspitzkehre wiederhergestellt werden, der Bahnhof Julius-Leber-Brücke ist dann als Umsteigepunkt vorgesehen. Die Umsetzung erfolgt in mehreren Planungs- und Realisierungsabschnitten. Der dritte Bauabschnitt südlich des Potsdamer Platzes soll frühestens 2037 fertiggestellt sein.

## Anbindung
Der S-Bahnhof wird von der Linie S1 der S-Bahn bedient und bietet Umsteigemöglichkeiten zum Omnibusnetz der BVG-Linien M43, 106 und 204.
| Linie | Verlauf |
| ----- | --- |
|       | Oranienburg – Lehnitz – Borgsdorf – Birkenwerder – Hohen Neuendorf – Frohnau – Hermsdorf – Waidmannslust – Wittenau (Wilhelmsruher Damm) – Wilhelmsruh – Schönholz – Wollankstraße – Bornholmer Straße – Gesundbrunnen – Humboldthain – Nordbahnhof – Oranienburger Straße – Friedrichstraße – Brandenburger Tor – Potsdamer Platz – Anhalter Bahnhof – Yorckstraße (Großgörschenstraße) – Julius-Leber-Brücke – Schöneberg – Friedenau – Feuerbachstraße – Rathaus Steglitz – Botanischer Garten – Lichterfelde West – Sundgauer Straße – Zehlendorf – Mexikoplatz – Schlachtensee – Nikolassee – Wannsee |